# Biënnale van Sydney
De Biënnale van Sydney is een internationale tentoonstelling voor hedendaagse kunst die om de twee jaar wordt gehouden in Sydney, Australië. De biënnale werd voor het eerst georganiseerd in 1973, hetzelfde jaar waarin het Sydney Opera House werd geopend. Oprichter en drijfende kracht achter de biennale was Franco Belgiorno-Nettis, een Australische ondernemer en kunstliefhebber. Belgiorno-Nettis modelleerde de tentoonstelling aan die van Venetië en het was op dat moment pas het derde vergelijkbare evenement in de wereld. De biënnale had in de beginjaren een belangrijke rol voor de modernisering van Australië vanwege de exposure aan hedendaagse internationale kunst en kunstenaars.
Oorspronkelijk kende de biënnale voornamelijk een regionale oriëntatie waarbij de helft van de inzendingen in 1973 uit Azië kwam, inzendingen die nog nooit eerder waren tentoongesteld in Australië. In 1979, bij de derde biënnale, werd er ook hedendaagse kunst van de Aboriginals gepresenteerd, een wereldwijde primeur.
Voor meer dan veertig jaar zou de Belgiorno-Nettis familie betrokken zijn als hoofdsponsor en mede-organisator van het evenement. In 2014 kwam hier abrupt een einde aan als gevolg van protesten rondom een controverse rondom de betrokkenheid van Transfield Services, het bedrijf waarin de familie een aanzienlijk aandeel in heeft, bij het bouwen van detentiecentra.

## Overzicht van tentoonstellingen
- 1973, The Biennale of Sydney
- 1976, Recent International Forms in Art
- 1979, European Dialogue
- 1982, Vision in Disbelief
- 1984, Private Symbol: Social Metaphor
- 1986, Origins, Originality + Beyond
- 1988, From the Southern Cross: A View of World Art c1940–1988
- 1990, The Readymade Boomerang: Certain Relations in 20th Century Art
- 1992/3, The Boundary Rider
- 1996, Jurassic Technologies Revenant
- 1998, Every Day
- 2000, The Biennale of Sydney 2000
- 2002, (The World May Be) Fantastic
- 2004, On Reason and Emotion
- 2006, Zones of Contact
- 2008, Revolutions - Forms That Turn
- 2010, THE BEAUTY OF DISTANCE, Songs of Survival in a Precarious Age
- 2012, all our relations
- 2014, You Imagine What You Desire
- 2016, The future is already here – it’s just not evenly distributed
- 2018, SUPERPOSITION: Equilibrium & Engagement
- 2020, NIRIN
- 2022, Rivus

## Bekende artistieke directeuren en/of curators
- Nick Waterlow (1979, 1986, 1988)
- Lynne Cooke (1996)
- Richard Grayson (2002)
- Carolyn Christov-Bakargiev (2008)
- Catherine de Zegher (2012)
- Mami Kataoka (2018)

## Trivia
In 2020 werd de biënnale geopend voor een periode van drie maanden, als gevolg van de coronapandemie werd de tentoonstelling in Sydney na tien dagen echter alweer gesloten.